# بابی کانلی
بابی کانلی (انگلیسی: Bobby Connelly؛ ‏ ۴ آوریل ۱۹۰۹ – ۵ ژوئیهٔ ۱۹۲۲) بازیگر اهل ایالات متحده آمریکا بود. وی بین سال‌های ۱۹۱۳ تا ۱۹۲۲ میلادی فعالیت می‌کرد.
از فیلم‌ها یا مجموعه‌های تلویزیونی که وی در آن‌ها نقش داشته‌است، می‌توان به مظنون و کودکی برای فروش اشاره نمود.